# Батьківщина кличе
«Батьківщина кличе» («Родина зовёт») — радянський агітаційно-пропагандистський мілітаристичний (т.зв. «оборонний») фільм, знятий 1936 року режисером Олександром Мачеретом за спільним сценарієм з Валентином Катаєвим.
Один із перших фільмів, у яких масового глядача готували до участі в майбутніх війнах.
Фільм послужив поштовхом для створення цілого ряду кінокартин про «любов радянського народу» до своєї батьківщини.
Вважається першим «Оборонним фільмом».

## Сюжет
Члени екіпажу льотчика-випробувача Сергія Новікова здійснює тривалий переліт на літаку нової конструкції. Синові Юрці вдається зв'язатися з батьком за допомогою виготовленого власними руками передавача. Перед самим приземленням у Новікова заболіла нога, через рану, отриману ще під час громадянської війни. Але Новіков зумів посадити літак. Незабаром після цих подій почалася війна, в ході якої син Новікова гине. Новіков важко переживає загибель сина і хоче помститися ворогові. Під час бою з важкими ворожими бомбардувальниками він збиває одразу три літаки противника, даючи можливість здійснити висадку десанту на території ворога.

## У ролях
- Михайло Кедров — Сергій Новіков, льотчик
- Катерина Мельникова — В.Новікова, мати
- Альоша Горюнов — Юрка
- Петро Березов — Вася Хохряков, бортмеханік
- Олександра Попова — Люся
- Сергій Антимонов — Ігнатьєв

## Знімальна група
- Режисер — Олександр Мачерет
- Сценарист — Валентин Катаєв, Олександр Мачерет
- Оператор — Микола Ренков
- Композитор — Гавриїл Попов
- Художник — Петро Бейтнер, Василь Рахальс

## Виробництво
Фільм знімався на кіностудії Мосфільм. Режисером Олександром Мачеретом за спільним сценарієм з Валентином Катаєвим. Режисерові було запропоновано в гранично короткий термін зняти фільм на оборонну тему про льотчиків. Належить до серії фільмів присвячених майбутній війні, в якій представлений можливий сценарій її розвитку. Початковою назвою фільму було «Обличчя героя». Музику для фільму написав композитор Гавриїл Попов, один із представників «Радянського авангарду». Прем'єра фільму відбулася 29 квітня 1936 року. Фільм був знятий з прокату після виходу розгромної статті в газеті «Правда».

## Відгуки
Кінокритик Євген Марголіт підкреслює, що до середини 30-х років у радянських «оборонних» фільмах ворога зображали неодмінно в польських кашкетах-конфедератках, у фільмі 1936 «Батьківщина кличе» вперше з'являється фашистська свастика.